# Antoine Trincard-Moyat
Antoine Trincard-Moyat est un homme politique français né le 10 décembre 1874 à Vertaizon (Puy-de-Dôme) et décédé le 17 septembre 1942 à Vertaizon.
Agriculteur, il est adjoint au maire de Vertaizon et conseiller général. Il est député du Puy-de-Dôme de 1919 à 1924, inscrit au groupe des Républicains de gauche. 

## Sources
- « Antoine Trincard-Moyat », dans le Dictionnaire des parlementaires français (1889-1940), sous la direction de Jean Jolly, PUF, 1960 [détail de l’édition]